# مقاطعة شورتشي
مقاطعة شورتشي (بالأوزبكية: Shoʻrchi tumani)‏‎ هي مقاطعة تقع في أوزبكستان في ولاية صرخنداريا. يقدر عدد سكانها بـ 152,300 نسمة ومساحتها 850 كم2 .